# Sankt Agatha
Sankt Agatha település Ausztriában, Felső-Ausztria tartományban, a Grieskircheni járásban, területe 31,8 km².

## Fekvése
Tengerszint feletti magassága 603 méter. Sankt Agatha Hofkirchen im Mühlkreis, Haibach ob der Donau, Stroheim, Waizenkirchen, Heiligenberg, Eschenau im Hausruckkreis és Waldkirchen am Wesen településekkel határos.

## Népesség
Lakosainak száma 2116 fő (2018. január 1.).